# أولاد منصر (مالين الواد 1)
أولاد منصر هو دُوَّار يقع بجماعة تامدروست، إقليم سطات، جهة الدار البيضاء سطات في المملكة المغربية. ينتمي الدوّار لمشيخة مالين الواد 1 التي تضم 13 دوار. يقدر عدد سكانه بـ 493 نسمة حسب الإحصاء الرسمي للسكان والسكنى لسنة 2004.

## روابط خارجية
- البوابة الوطنية للجماعات الترابية
- المندوبية السامية للتخطيط